# Rosita Pisano
Rosita Pisano, all'anagrafe Rosa Pisano (Napoli, 15 ottobre 1919 – Roma, 24 dicembre 1975), è stata un'attrice italiana.

## Biografia
Apparteneva a una famiglia di attori: suo nonno, Gerardo Cosenza, fu autore e attore teatrale dal 1866 al 1930; i genitori Margherita e Gennaro Pisano per dodici anni recitarono nella compagnia di Raffaele Viviani e poi, dal 1933 al 1952, in quella dei fratelli De Filippo; lo zio Gigi Pisano, autore ed attore teatrale, scrisse, insieme a Giuseppe Cioffi, celebri canzoni e macchiette.
Ancora adolescente, Rosita Pisano debutta nella compagnia dei De Filippo, rimanendo successivamente con il solo Eduardo dopo la separazione tra il medesimo e il fratello Peppino.
Il suo esordio nel cinema risale al 1942 con il film Non ti pago!.
La troviamo tra le interpreti di Questi fantasmi!; Filomena Marturano; Le voci di dentro; Napoli milionaria! e decine di altre commedie che porteranno la compagnia in giro per i maggiori teatri italiani, e anche davanti ai microfoni della Rai. Nella stagione 1952-1953 è tra i protagonisti della rivista musicale Tarantella napoletana di Ettore Giannini. Nel 1953-1954, al fianco di Ugo Tognazzi, è ancora sulle scene con Barbanera bel tempo si spera di Scarnicci e Tarabusi.

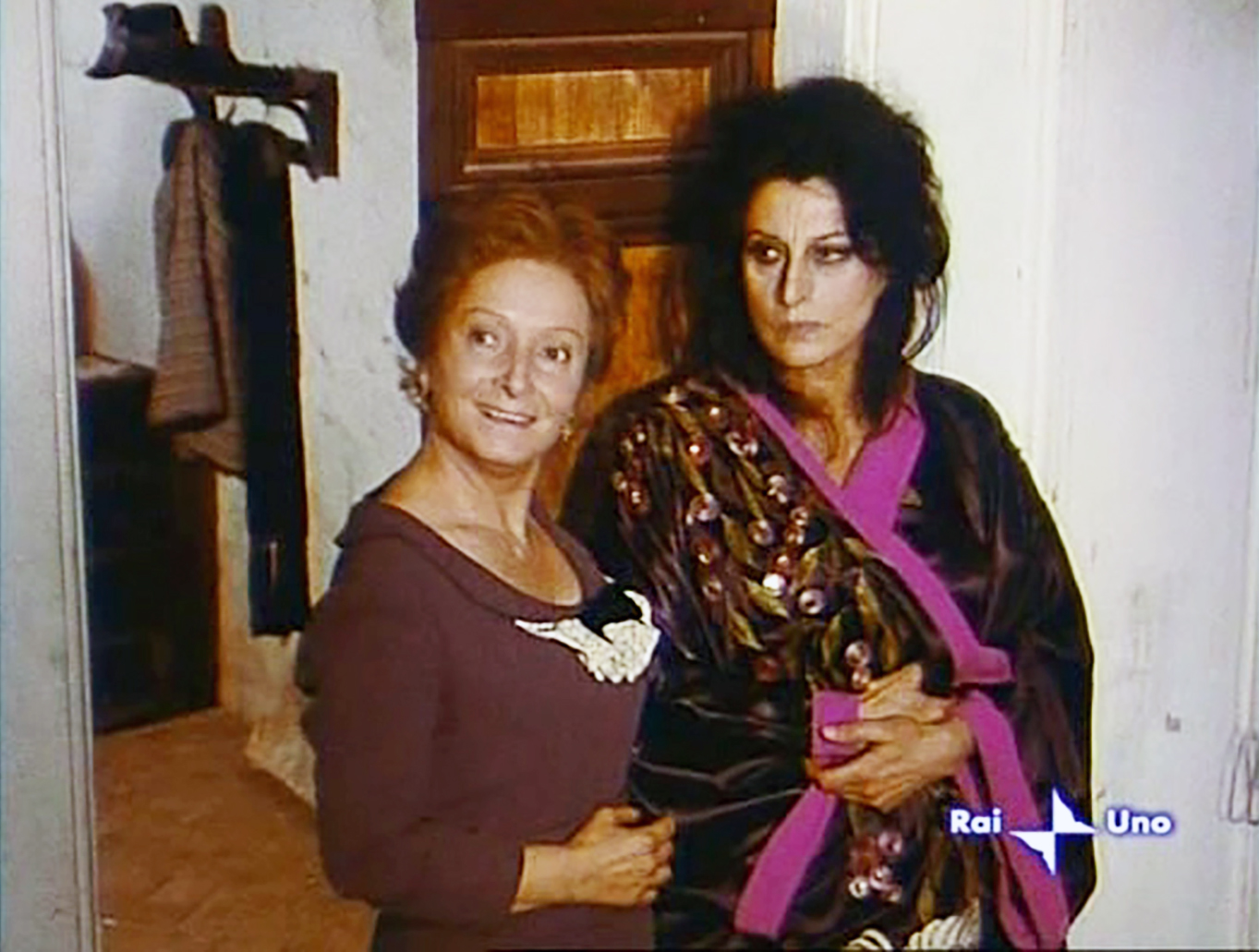
Rosita Pisano e Anna Magnani nel film La sciantosa (1971)

Rosita Pisano passa successivamente dal 1955 al 1959 con Nino Taranto, impegnata in una serie di commedie come Bello di papà, L'ultimo scugnizzo e Caviale e lenticchie, debuttando nello stesso periodo in televisione. Dal 1963 al 1966 recita a Napoli al Teatro Bracco in una serie di fortunate pièces come La monaca fauza, nella quale è protagonista. Nella stagione teatrale 1967-1968 viene chiamata dal regista Giuseppe Patroni Griffi per interpretare la figura di Nannina nell'atto unico La musica dei ciechi di Raffaele Viviani (la stessa parte che nel 1917 fu di sua madre Margherita accanto allo stesso Viviani). Questo allestimento teatrale, oltre che in giro nei massimi teatri italiani, fu portato in tournée anche in Germania, a Weisbaden, e in Inghilterra, a Londra, all'Old Vic Theatre.
Nella stagione 1968-1969 è accanto a Renato Rascel in Venti zecchini d'oro, commedia musicale scritta da Luigi Magni e Pasquale Festa Campanile, con la regia di Franco Zeffirelli.
È molto attiva anche nel doppiaggio, specializzandosi in voci di popolane napoletane come in Operazione San Gennaro o nel Il giudizio universale.
Nel 1971 affianca Anna Magnani e Massimo Ranieri nel film per la televisione La sciantosa di Alfredo Giannetti.
Muore all'età di 56 anni.

### Vita privata
Moglie dell'attore Mario Frera, era la madre del cantautore Paolo Frescura.

## Filmografia

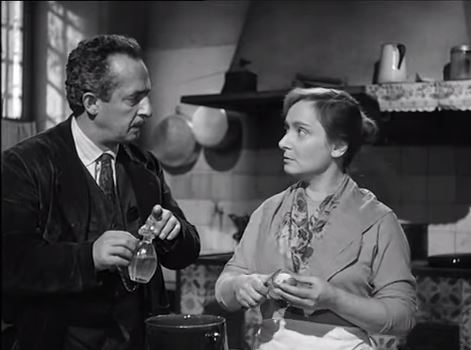
Nino Taranto e Rosita Pisano in Arrivano i dollari! (1957)

### Cinema
- Non ti pago!, regia di Carlo Ludovico Bragaglia (1942)
- Assunta Spina, regia di Mario Mattoli (1948)
- Napoli milionaria, regia di Eduardo De Filippo (1950)
- Anna, regia di Alberto Lattuada (1951)
- Filumena Marturano, regia di Eduardo De Filippo (1951)
- Inganno, regia di Guido Brignone (1952)
- Non è vero... ma ci credo, regia di Sergio Grieco  (1952)
- Totò a colori, regia di Steno (1952)
- Prima di sera, regia di Piero Tellini (1953)
- Tarantella napoletana, regia di Camillo Mastrocinque (1953)
- Totò e Carolina, regia di Mario Monicelli (1953)
- Il paese dei campanelli, regia di Jean Boyer (1954)
- Divisione Folgore, regia di Duilio Coletti (1954)
- Il medico dei pazzi, regia di Mario Mattoli (1954)
- I due compari, regia di Carlo Borghesio (1955)
- Siamo uomini o caporali?, regia di Camillo Mastrocinque (1955)
- I giorni più belli, regia di Mario Mattoli (1956)
- Ci sposeremo a Capri, regia di Siro Marcellini (1956)
- Arrivano i dollari!, regia di Mario Costa (1957)
- Ricordati di Napoli, regia di Pino Mercanti  (1957)
- Avventura in città, regia di Roberto Savarese (1958)
- I prepotenti, regia di Mario Amendola (1958)
- Il marito, regia di Nanni Loy, Gianni Puccini (1958)
- La nipote Sabella, regia di Giorgio Bianchi (1958)
- La sfida, regia di Francesco Rosi  (1958)
- Il vedovo, regia di Dino Risi (1959)
- Il vigile, regia di Luigi Zampa (1960)
- Un giorno da leoni, regia di Nanni Loy (1961)
- Il re di Poggioreale, regia di Duilio Coletti (1961)
- Pesci d'oro e bikini d'argento, regia di Carlo Veo (1961)
- L'amore difficile, regia di Nino Manfredi (1962)
- Una domenica d'estate, regia di Giulio Petroni  (1962)
- I cuori infranti, regia di Gianni Puccini (1963)
- In ginocchio da te, regia di Ettore Maria Fizzarotti (1964)
- I nostri mariti, regia di Luigi Filippo D'Amico (1966)
- Mi vedrai tornare, regia di Ettore Maria Fizzarotti (1966)
- I due vigili, regia di Giuseppe Orlandini (1967)
- Io non protesto, io amo, regia di Ferdinando Baldi (1967)
- I 2 pompieri, regia di Bruno Corbucci (1968)
- Lisa dagli occhi blu, regia di Bruno Corbucci (1969)
- Pensando a te, regia di Bruno Corbucci (1969)
- Nel giorno del Signore, regia di Bruno Corbucci (1970)
- Ninì Tirabusciò, la donna che inventò la mossa, regia di Marcello Fondato (1970)
- La ragazza del prete, regia di Domenico Paolella (1970)
- Venga a fare il soldato da noi, regia di Ettore Maria Fizzarotti (1970)
- Tre donne: La sciantosa, regia di Alfredo Giannetti (1971)
- Quando le donne si chiamavano madonne, regia di Alberto Grimaldi (1972)
- Boccaccio, regia di Bruno Corbucci (1972)
- L'emigrante, regia di Pasquale Festa Campanile (1973)
- La mano nera, regia di Antonio Racioppi (1973)
- Piedino il questurino, regia di Franco Lo Cascio (1974)
- Libera, amore mio!, regia di Mauro Bolognini (1975)

### Televisione
- L'amico di sua eccellenza di Guglielmo Giannini, regia di Nino Taranto, trasmessa il 20 aprile 1956.
- 'O presidente di Enzo Turco, regia di Nino Taranto, 20 aprile 1956.
- Giacomino e la suocera di Tina Pica, regia di Umberto Sacripante, 24 ottobre 1959.
- So' dieci anne di Libero Bovio, regia di Vittorio Viviani, 31 gennaio 1961.
- L'avvocato Carraturo di Giuseppe Marotta, regia di Giuseppe Di Martino, 13 settembre 1962.
- Fine mese di Paola Riccora, regia di Claudio Fino, 7 giugno 1963.
- Michele Settespiriti, episodio Agenzia matrimoniale di Gaetano Di Maio e Nino Taranto, regia di Giuseppe Di Martino, 11 luglio 1963.
- Caviale e lenticchie di Scarnicci e Tarabusi, regia di Gennaro Magliulo, 26 dicembre 1964.
- I papà nascono negli armadi di Scarnicci e Tarabusi, regia di Eros Macchi, 7 ottobre 1965.
- Bello di papà di Giuseppe Marotta e Belisario Randone, regia di Mario Ferrero, 21 ottobre 1965.
- Nora seconda di Cesare Giulio Viola, regia di Claudio Fino, 19 febbraio 1966.
- La sera del sabato di Guglielmo Giannini, regia di Anton Giulio Majano, 1 luglio 1966.
- I graditi ospiti di Paolini e Silvestri, regia di Vito Molinari, 5 gennaio 1967.
- Il valore commerciale di Giuseppe Cassieri, regia di Giacomo Colli, 14 aprile 1967.
- Angelina mia di Paola Riccora, regia di Carlo Lodovici, 17 ottobre 1967.
- Spine d'arancio di Mario Brancacci, regia di Anton Giulio Majano, 23 marzo 1968.
- La musica dei ciechi di Raffaele Viviani, regia di Giuseppe Patroni Griffi, 28 giugno 1969.
- L'assistito di Matilde Serao, regia di Italo Alfaro, 27 agosto 1970.
- Le donne balorde, episodio Il ventesimo Ferragosto di Franca Valeri, regia di Giacomo Colli, 13 novembre 1970.
- Tre donne, episodio La sciantosa, regia di Alfredo Giannetti, 26 settembre 1971.

## Prosa radiofonica Rai
- Mettiamo le carte in tavola di Carlo Giuffré e Antonio Ghirelli, regia di Riccardo Mantoni, trasmessa il 2 aprile 1956.
- Pulcinella avvocato e tutore di fanciulle in età di marito, regia di Francesco Rosi, 29 aprile 1956.
- La fucilazione dei due pulcinella promessi sposi e disertori, regia di Francesco Rosi, 6 maggio 1956.
- Pulcinella allievo di recitazione e sposo felice per ispirazione della Medea, regia di Francesco Rosi, 27 maggio 1956.
- Le voci di dentro di Eduardo De Filippo, regia di Eduardo De Filippo, trasmessa il 23 luglio 1959.
- Filumena Marturano di Eduardo De Filippo, regia di Eduardo De Filippo, 3 settembre 1959. (replica)